# جاي بي آدامز
جاي بي آدامز (بالإنجليزية: J. B. Adams)‏ مواليد 29 سبتمبر 1954 في أوكلاهوما سيتي، الولايات المتحدة، هو ممثل أمريكي بدأ مسيرته الفنية سنة 1986.

## الأعمال
- القانون والنظام: الوحدة الخاصة للضحايا
- بعيدا عن الجنة

## روابط خارجية
- جاي بي آدامز على موقع IMDb (الإنجليزية)
- جاي بي آدامز على موقع تيرنر كلاسيك موفيز (الإنجليزية)
- جاي بي آدامز على موقع قاعدة بيانات برودواي على الإنترنت (الإنجليزية)